# NGC 3289
NGC 3289 је спирална галаксија у сазвежђу Шмрк (Пумпа) која се налази на NGC листи објеката дубоког неба.
Деклинација објекта је - 35° 19' 23" а ректасцензија 10h 34m 7,3s. Привидна величина (магнитуда) објекта NGC 3289 износи 12,6 а фотографска магнитуда 13,5. NGC 3289 је још познат и под ознакама ESO 375-65, MCG -6-23-54, PGC 31253.